# Ablabys binotatus
Ablabys binotatus is een  straalvinnige vissensoort uit de familie van napoleonvissen (Tetrarogidae). De wetenschappelijke naam van de soort is voor het eerst geldig gepubliceerd in 1855 door Peters.